# Gojira (Band)/Diskografie
Diese Diskografie ist eine Übersicht über die musikalischen Werke der französischen Metal-Band Gojira. Den Schallplattenauszeichnungen zufolge hat sie bisher mehr als 100.000 Tonträger verkauft. Ihre erfolgreichsten Veröffentlichungen sind die Studioalben Magma und Fortitude mit je über 50.000 verkauften Einheiten.

## Alben

### Studioalben
| Jahr | Titel Musiklabel                        | Höchstplatzierung, Gesamtwochen, AuszeichnungChartplatzierungen (Jahr, Titel, Musiklabel, Platzierungen, Wochen, Auszeichnungen, Anmerkungen) | Höchstplatzierung, Gesamtwochen, AuszeichnungChartplatzierungen (Jahr, Titel, Musiklabel, Platzierungen, Wochen, Auszeichnungen, Anmerkungen) | Höchstplatzierung, Gesamtwochen, AuszeichnungChartplatzierungen (Jahr, Titel, Musiklabel, Platzierungen, Wochen, Auszeichnungen, Anmerkungen) | Höchstplatzierung, Gesamtwochen, AuszeichnungChartplatzierungen (Jahr, Titel, Musiklabel, Platzierungen, Wochen, Auszeichnungen, Anmerkungen) | Höchstplatzierung, Gesamtwochen, AuszeichnungChartplatzierungen (Jahr, Titel, Musiklabel, Platzierungen, Wochen, Auszeichnungen, Anmerkungen) | Höchstplatzierung, Gesamtwochen, AuszeichnungChartplatzierungen (Jahr, Titel, Musiklabel, Platzierungen, Wochen, Auszeichnungen, Anmerkungen) | Anmerkungen                                             |
| Jahr | Titel Musiklabel                        | DE | AT | CH | UK | US | FR | Anmerkungen                                             |
| ---- | --------------------------------------- | --- | --- | --- | --- | --- | --- | ------------------------------------------------------- |
| 2001 | Terra Incognita Gabriel Records         | — | — | — | — | — | — | Erstveröffentlichung: 19. März 2001                     |
| 2003 | The Link Boycott Records                | — | — | — | — | — | — | Erstveröffentlichung: 18. April 2003                    |
| 2005 | From Mars to Sirius Listenable Records  | — | — | — | — | — | FR44 (3 Wo.)FR | Erstveröffentlichung: 27. September 2005                |
| 2008 | The Way of All Flesh Listenable Records | — | — | — | — | US138 (1 Wo.)US | FR28 (6 Wo.)FR | Erstveröffentlichung: 13. Oktober 2008                  |
| 2012 | L’Enfant sauvage Roadrunner Records     | DE44 (1 Wo.)DE | AT64 (1 Wo.)AT | CH23 (2 Wo.)CH | UK53 (1 Wo.)UK | US34 (2 Wo.)US | FR11 (7 Wo.)FR | Erstveröffentlichung: 26. Juni 2012                     |
| 2016 | Magma Roadrunner Records                | DE14 (2 Wo.)DE | AT9 (1 Wo.)AT | CH4 (4 Wo.)CH | UK24 (1 Wo.)UK | US24 (1 Wo.)US | FR10 Gold · (15 Wo.)FR | Erstveröffentlichung: 17. Juni 2016 Verkäufe: + 50.000  |
| 2021 | Fortitude Roadrunner Records            | DE8 (3 Wo.)DE | AT3 (3 Wo.)AT | CH4 (4 Wo.)CH | UK6 (1 Wo.)UK | US12 (1 Wo.)US | FR2 Gold · (11 Wo.)FR | Erstveröffentlichung: 30. April 2021 Verkäufe: + 50.000 |

### EPs
| Jahr | Titel               | Anmerkungen                |
| ---- | ------------------- | -------------------------- |
| 2003 | Maciste All’Inferno | Erstveröffentlichung: 2003 |
| 2011 | End of Time         | Erstveröffentlichung: 2011 |

## Singles
- 2003: Indians
- 2012: L’Enfant sauvage
- 2012: Liquid Fire
- 2012: Explosia
- 2016: Stranded
- 2016: Silvera
- 2020: Another World
- 2021: Born for One Thing
- 2021: Amazonia
- 2021: Into the Storm
- 2021: The Chant
- 2022: Our Time Is Now
- 2024: Mea Culpa (Ah! Ça ira!)

## Videoalben und Musikvideos

### Videoalben
| Jahr | Titel Musiklabel                        | Höchstplatzierung, Gesamtwochen, AuszeichnungChartplatzierungen (Jahr, Titel, Musiklabel, Platzierungen, Wochen, Auszeichnungen, Anmerkungen) | Höchstplatzierung, Gesamtwochen, AuszeichnungChartplatzierungen (Jahr, Titel, Musiklabel, Platzierungen, Wochen, Auszeichnungen, Anmerkungen) | Höchstplatzierung, Gesamtwochen, AuszeichnungChartplatzierungen (Jahr, Titel, Musiklabel, Platzierungen, Wochen, Auszeichnungen, Anmerkungen) | Höchstplatzierung, Gesamtwochen, AuszeichnungChartplatzierungen (Jahr, Titel, Musiklabel, Platzierungen, Wochen, Auszeichnungen, Anmerkungen) | Höchstplatzierung, Gesamtwochen, AuszeichnungChartplatzierungen (Jahr, Titel, Musiklabel, Platzierungen, Wochen, Auszeichnungen, Anmerkungen) | Höchstplatzierung, Gesamtwochen, AuszeichnungChartplatzierungen (Jahr, Titel, Musiklabel, Platzierungen, Wochen, Auszeichnungen, Anmerkungen) | Anmerkungen                          |
| Jahr | Titel Musiklabel                        | DE | AT | CH | UK | US | FR | Anmerkungen                          |
| ---- | --------------------------------------- | --- | --- | --- | --- | --- | --- | ------------------------------------ |
| 2004 | The Link Alive Boycott Records          | — | — | — | — | — | FR174 (1 Wo.)FR | Erstveröffentlichung: 16. April 2004 |
| 2012 | The Flesh Alive Mascot Records          | — | — | — | — | — | FR76 (1 Wo.)FR | Erstveröffentlichung: 6. Juni 2012   |
| 2014 | Les Enfants Sauvages Roadrunner Records | — | — | — | — | — | — | Erstveröffentlichung: 11. März 2014  |

### Musikvideos
- 2001: Love
- 2006: To Sirius
- 2008: Vacuity
- 2009: All the Tears
- 2012: L’Enfant sauvage
- 2012: Explosia
- 2014: Born in Winter
- 2016: Stranded
- 2016: Silvera
- 2016: Low Lands
- 2016: The Shooting Star
- 2017: The Cell
- 2020: Another World
- 2021: Born for One Thing
- 2021: Amazonia
- 2021: Sphinx

## Sonderveröffentlichungen

### Alben
| Jahr | Titel Musiklabel           | Anmerkungen                               |
| ---- | -------------------------- | ----------------------------------------- |
| 1996 | Victim Eigenvertrieb       | Erstveröffentlichung: 1996 (als Godzille) |
| 1997 | Possesed Eigenvertrieb     | Erstveröffentlichung: 1997 (als Godzille) |
| 1999 | Saturate Eigenvertrieb     | Erstveröffentlichung: 1999 (als Godzille) |
| 2000 | Wisdom Comes Eigenvertrieb | Erstveröffentlichung: 2000 (als Godzille) |

### Lieder
| Jahr | Titel Album           | Anmerkungen                          |
| ---- | --------------------- | ------------------------------------ |
| 2022 | Our Time Is Now NHL23 | Erstveröffentlichung: 8. August 2022 |

## Statistik

### Chartauswertung
|                     | DE    | AT    | CH    | UK    | US    | FR    |
| ------------------- | ----- | ----- | ----- | ----- | ----- | ----- |
| Nummer-eins-Alben   | DE—DE | AT—AT | CH—CH | UK—UK | US—US | FR—FR |
| Top-10-Alben        | DE1DE | AT2AT | CH2CH | UK1UK | US—US | FR2FR |
| Alben in den Charts | DE3DE | AT3AT | CH3CH | UK3UK | US5US | FR5FR |

|                          | DE    | AT    | CH    | UK    | US    | FR    |
| ------------------------ | ----- | ----- | ----- | ----- | ----- | ----- |
| Nummer-eins-Videoalben   | DE—DE | AT—AT | CH—CH | UK—UK | US—US | FR—FR |
| Top-10-Videoalben        | DE—DE | AT—AT | CH—CH | UK—UK | US—US | FR—FR |
| Videoalben in den Charts | DE—DE | AT—AT | CH—CH | UK—UK | US—US | FR2FR |

### Auszeichnungen für Musikverkäufe
Anmerkung: Auszeichnungen in Ländern aus den Charttabellen bzw. Chartboxen sind in ebendiesen zu finden.
| Land/RegionAuszeichnungen für Musikverkäufe (Land/Region, Auszeichnungen, Verkäufe, Quellen) | Gold     | Platin | Verkäufe | Quellen         |
| -------------------------------------------------------------------------------------------- | -------- | ------ | -------- | --------------- |
| Frankreich (SNEP)                                                                            | 2× Gold2 | —      | 100.000  | snepmusique.com |
| Insgesamt                                                                                    | 2× Gold2 | —      |          |                 |